# Corps différentiel
Ne doit pas être confondu avec Corps différencié.
La notion de corps différentiel permet de formaliser la notion de dérivation de fonctions, en vue de construire une théorie de Galois différentielle. Un corps différentiel est un cas particulier d'anneau différentiel (en).

## Définition
Un corps différentiel est la donnée d'un corps K et d'une dérivation {\displaystyle \partial } sur K, c'est-à-dire d'une application  qui vérifie :
- {\displaystyle \forall y_{1},y_{2}\in K,\partial (y_{1}+y_{2})=\partial (y_{1})+\partial (y_{2})}
- {\displaystyle \forall y_{1},y_{2}\in K,\partial (y_{1}y_{2})=\partial (y_{1})y_{2}+y_{1}\partial (y_{2})} (formule de Leibniz)

## Exemples
- Tout corps peut être muni de la dérivation nulle. On s'attend dans ce cas à ce que la théorie des corps différentiels coïncide avec la théorie des corps.
- L'exemple paradigmatique est ℂ(t), le corps des fractions rationnelles, muni de la dérivation usuelle (celle qui étend la dérivation des polynômes).
Cet exemple peut être décliné dans des versions plus complexes :
  - Le corps ℂ((t)) des séries formelles de Laurent muni de la dérivation usuelle (celle qui étend la dérivation des séries formelles)
  - Le corps ℂ({t}) des germes de fonctions méromorphes au voisinage de 0 muni de la dérivation induite par la dérivation des fonctions holomorphes. Ce corps peut aussi être vu comme le corps des fractions de l'anneau intègre ℂ{t} des séries formelles à coefficients dans ℂ qui ont un rayon de convergence non nul.
  - Le corps différentiel K〈y〉 est par définition le corps K〈y0, y1, y2, …〉 des fractions rationnelles à une infinité (dénombrable) d'indéterminées, muni de la dérivation définie par {\displaystyle \partial y_{i}=y_{i+1}} pour tout i et {\displaystyle \forall x\in K,\,\partial x=0}.

## Propriété
Soit K un corps différentiel et L une extension finie de K. Alors, il existe une unique dérivation sur L qui étende la dérivation de K.